# 清水西 (福井市)
清水西（しみずにし）は、福井県福井市の地域。光ブロック(南西部)に属する。

## 人口
清水西には2024年1月1日現在2898人が住んでおり、世帯数は1047世帯。そのうち男性が1424人、女性は1474人。

## 教育
- 福井市清水西小学校